# Combe-Capelle
Combe-Capelle is een paleolithische en mesolithische vindplaats in de Couze-vallei in de streek Périgord in Zuid-Frankrijk. 
De Zwitserse archeoloog Otto Hauser verrichtte hier opgravingen in het begin van de 20e eeuw en de Fransman Henri-Marc Ami vanaf de late jaren 1920 tot aan zijn dood in 1931.
De Homo sapiens-fossiel uit Combe-Capelle, ontdekt door Hauser in 1909, werd in 1910 verkocht aan het Museum für Völkerkunde in  Berlijn. Het werd lange tijd beschouwd als 30.000 jaar oud, een laat-paleolithische cro-magnon-man en een van de oudste vondsten van de moderne mens in Europa, door de vinder geclassificeerd als Homo aurignaciensis hauseri. 
Dit werd herzien in een studie uit 2011, die collageen van een tand van de schedel in Berlijn dateerde met versnellermassaspectrometrie. Het fossiel werd gedateerd als afkomstig uit het vroege Holoceen, op 9.500 jaar oud.